# Country yodel
Il Country Yodel è un tipo di jodel utilizzato nella musica Country Western americana.

## Origini
Il country yodel, chiamato semplicemente anche Yodel, veniva e viene tuttora usato in alcuni componimenti country, e come il parente jodler, si caratterizza per il passaggio improvviso dalla normale emissione della voce al falsetto, attraverso salti di sesta, settima, ottava in una successione di combinazioni di vocali e di consonanti prive di significato (per esempio Yodel-ooo-ooo-iii). Inoltre nel 2006, durante la competizione canora televisiva America's Got Talent, Taylor Ware, di 12 anni, cantò alcuni jodel, ottenendo il consenso del pubblico e riuscendo ad arrivare in finale.

## Yodelers famosi
- Frank Ifield
- Jewel
- Margo Smith
- Patsy Montana
- Jimmie Rodgers